# Országos Keresztényszocialista Párt (Csehszlovákia)

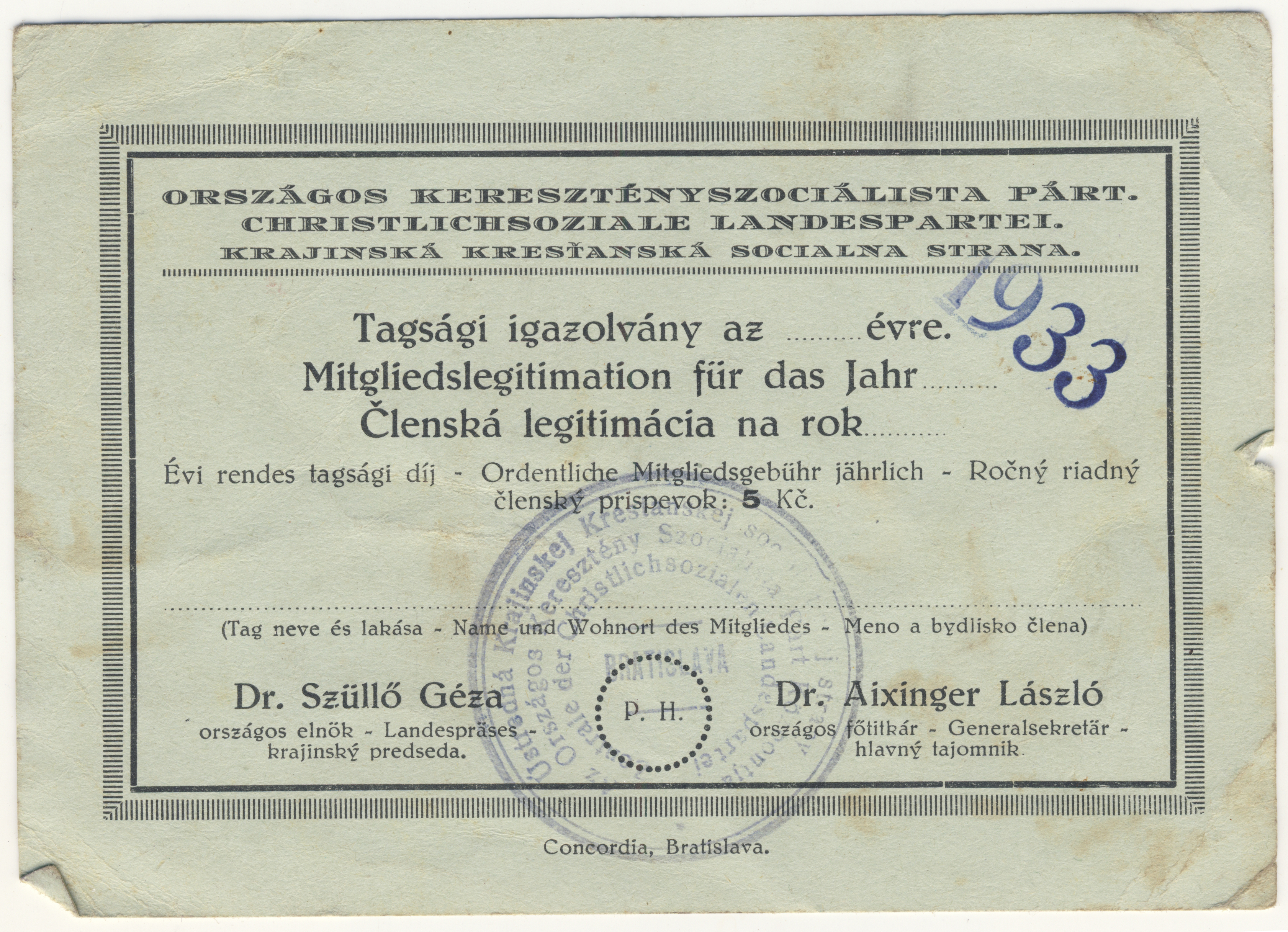
OKSZP tagsági igazolvány, 1933-ból

Az OKSZP (Országos Keresztényszocialista Párt) elnevezést az 1920-as csehszlovákiai választások után vette fel a Magyar-Német Keresztényszocialista Párt. Valószínűleg 1919-ben alapították a Csehszlovákiához csatolt felvidéki és kárpátaljai terület munkásságának és kispolgárságának – a marxista pártokat ellensúlyozni hivatott – szervezetét, amely az 1920 áprilisában megtartott nemzetgyűlési választásokon 139 355 szavazattal két képviselőt (Körmendy Ékes Lajost és dr. Jabloniczky Jánost) juttatott a prágai parlamentbe. A Felvidéken három szervező központja volt: Kassa, Nyitra és Pozsony. Nevével ellentétben ruszin és szlovák tagjai is voltak.

## Tevékenysége
A kassai Keresztényszocialista Párt kezdeményezői Fischer-Colbrie Ágoston püspök, Tost Barnabás káplán, Tost László, gróf Esterházy János voltak.[forrás?]
Az 1920-as választások előtt a csehszlovák hatóságok a magyar társadalom több mint 50 vezető személyiségét letartóztatták, a magyar pártok agitációját korlátozták, ennek ellenére – az Országos Magyar Kisgazdapárttal együtt – az érsekújvári (például Tobler János) és kassai választókerületből több képviselőt és szenátort juttattak a prágai nemzetgyűlésbe.
A felvidéki magyarok érdekeinek védelmében többször is hallatták hangjukat. 1920. június 4-én Körmendy-Ékes a prágai nemzetgyűlésben tiltakozott a magyarság önrendelkezési jogának megsértése és a Csehszlovák Köztársaságba való bekebelezése ellen.
A magyar pártok együttműködésére 1920 szeptemberében vezérlő bizottságot, Petrogalli Oszkár vezetésével 1922-ben központi irodát és Szüllő Géza vezetésével Csehszlovákiai Magyar Népszövetségi Ligát szerveztek. Az együttműködésre szükség is volt, mivel az 1921 őszén tevékenykedő határmegállapító bizottság és a nyugat-magyarországi felkelés hatására komoly magyarüldözés kezdődött, melyet az 1923. évi 50. számú rendtörvény 1921. március 23-án intézményesített.
Mindennek ellenére 1925-ben a Szüllő Géza vezette párt – a Magyar Nemzeti Párttal karöltve – 10 képviselői és 6 szenátori mandátumot szerzett, amivel elérték, hogy akik állampolgárságért folyamodtak, igénylésüket alátámaszthatták azzal, hogy elődeik 1871-től rendelkeztek illetőséggel a területen.
Az 1929-es választásokon több, mint 260 ezer szavazattal 9 képviselői és 6 szenátori mandátumot (például Fleischmann Gyula) szereztek a magyar pártok. Ugyanakkor a világgazdasági válság hatására a csehszlovák hatóságok újabb magyarellenes rendelkezéseket hoztak.
Érsekújvárott 1936. június 21-én Egyesült Országos Keresztényszocialista Párt és Magyar Nemzeti Párt (Egyesült Magyar Párt) néven egységpártot alakítottak.

## Képviselők és szenátorok
1920-tól képviselő volt: Füssy Kálmán, Körmendy-Ékes Lajos, Lelley Jenő, Tobler János (kiutasították, helyébe 1921-1922-ben Heinrich Daxer, aki elvesztette mandátumát, helyébe 1922-től Palkovich Viktor).
1925-ben képviselők lettek: Fedor Miklós, Füssy Kálmán, Gregorovits Lipót, Szüllő Géza; emellett szenátorok lettek: Franciscy Lajos, Grosschmid Géza.
1929-ben képviselő volt: Dobránszky János, Hokky Károly, Jabloniczky János, Szüllő Géza; szenátor volt: Böhm Rezső (1933-ban elhunyt, helyébe Kreibich Károly), Füssy Kálmán, Grosschmid Géza (1932-ig, helyébe 1933-tól Keresztury József).
1935-ben a következő képviselők kerültek be a nemzetgyűlésbe a párt színeiben:
- Esterházy János
- Holota János
- Jaross Andor
- Korláth Endre
- Nitsch Andor
- Petrásek Ágoston
- Porubszky Géza
- Szent Ivány József (a pártegyesítés előtt is 1920-tól képviselő)
- Szüllő Géza

A párt szenátorai:
- Füssy Kálmán
- Hokky Károly
- Pajor Miklós
- Törköly József
- Turchányi Imre

## Elnökei
- 1920–1925 Lelley Jenő
- 1925–1932 Szüllő Géza
- 1932–1936 Esterházy János

## Lapjai
- Sajó Vidék (Rozsnyó, 1919-44)
- Keresztény Munkás (Kassa, 1920-21)
- A Nép (Kassa, 1921-37)
- A Föld Népe (Pozsony, 1921-24)
- Magyar Néplap (Pozsony, 1927-36)

## További irodalom
- A (cseh)szlovákiai magyarok lexikona Csehszlovákia megalakulásától napjainkig
- Bukovszky László 2014: Kaiser Gyula – Nehéz hőskölteményt nem írni – Az Országos Keresztényszocialista Párt kezdetei.
- Angyal Béla 2004: Dokumentumok az Országos Keresztényszocialista Párt történetéhez 1919-1936. Somorja-Dunaszerdahely
- Angyal Béla 2002: Érdekvédelem és önszerveződés. Galánta-Dunaszerdahely
- A felvidéki magyarság 20 éve. Budapest, 1938